# آتیشا
آتیشا (به بنگالی: অতীশ দীপঙ্কর শ্রীজ্ঞান Ôtish Dipôngkor Srigên))(زادهٔ ۹۸۲ - مرگ ۱۰۵۴ میلادی) آموزگار بودایی امپراتوری پالی و از چهره‌های بنیادگذار بودایی‌گری در تبت بود.
آتیشا در جایی که امروزه بنگلادش خوانده می‌شود زاده‌شد و در نزدیکی لهاسا هم درگذشت.
آموزه‌های برگرفته از بودایی‌گری به علاوهٔ دریافت‌هایی از ویشنو، شیوا، آیین هندو و دیگر آیین‌های بومی بود. وی بیش از دویست کتاب را نوشت، ترجمه نمود یا ویراست. این نوشته‌ها به گسترش آیین بودا در تبت بسیار یاری رساند. او دستنوشته‌های سانسکریت چندی را در تبت یافت و از روی آنها رونوشت برداشت. همچنین کتاب‌های بسیاری را نیز از سانسکریت به زبان تبتی برگرداند.